# MacBook Air
MacBook Air је линија лаптоп рачунара коју развија и производи Apple од 2008. године. Има танку, лагану структуру у машинском алуминијумском кућишту и екран од 13 инча. Ниже је цене у односу на MacBook Pro са већим перформансама.